# Tina Turner
Tina Turner, rođena kao Anna Mae Bullock (Nutbush, Tennessee, SAD, 26. studenoga 1939. – Küsnacht, Švicarska, 24. svibnja 2023.), bila je američka soul, R&B, dance, disco, pop, rock pjevačica, glumica, plesačica i tekstopisateljica.
Nosi titulu 'kraljice rock and rolla'. Nagrađena je s osam Grammy nagrada. Časopis "Rolling Stone" stavio je Tinu na listu Besmrtnika  - najvećih izvođača svih vremena. Tina je dobila i svoje mjesto u Rock and Roll Hall of Fame muzeju, Clevelandu. Dobitnica je Grammy Hall of Fame Award  nagrade. Jedna je od najpopularnijih i najuspješnijih ženskih rock izvođačica svih vremena s prodanih gotovo 200.000.000 albuma, što kao samostalna izvođačica, što kao članica sastava bivšeg supruga Ikea Ike & Tina Turner.

## Početci karijere
Anna Mae Bullock mlađa je od dvije kćeri majke Zelme, tvorničke radnice i Floyda Richarda Bullocka, baptističkog svećenika. Nakon razvoda roditelja starija sestra Allene preselila se u St. Louis, gdje je Anna došla u dobi od 16 godina, nakon smrti bake.
U St. Louisu pohađala je srednju školu Sumner High School, te je sa sestrom posjećivala noćne klubove u gradu. U klubu Imperial Anna je upoznala R&B glazbenika Ikea Turnera te je izrazila želju da pjeva zajedno s njim. Ike je u početku bio skeptičan glede Anninog nastupanja, ali je ipak dozvolio da Anna postane njegova pjevačica poznatija pod imenom Little Anna. Anna je u to vrijeme imala 18 godina.
Budući da se 1960. godine nije pojavio pjevač koji je trebao snimiti pjesmu "A Fool in Love", Anna je otpjevala vokal. Pjesma je postala veliki R&B hit dosegnuvši drugo mjesto na američkoj top ljestvici. Ike je odlučio promijeniti Annino ime u Tina Turner.
Ike i Tina Turner snimili su velik broj hitova tijekom 1960-ih; uključujući "A Fool in Love", "It's Gonna Work Out Fine", "I Idolize You" i "River Deep, Mountain High" (s producentom Philom Spectorom), "Come Together", "Honky Tonk Woman" i "I Want to Take You Higher". Singl "Proud Mary" iz 1968. godine dosegnuo je četvrto mjesto Billboardove Hot 100 top ljestvice, za koji su 1972. godine osvojili Grammy za najbolji R&B duet ili sastav.
Tina i Ike su se vjenčali 1962. u Tijuani, Meksiko, a sredinom 1970-ih brak između Tine i Ikea se počeo raspadati zbog Ikeovog uživanja droge i njegovog lošeg psihičkog stanja. U kolovozu 1974. godine Tina izdaje svoj prvi samostalni album Tina Turns the Country On! kojeg je producirao Ike. Iste godine Tina prelazi na budizam. Na velikom platnu pojavljuje se 1975. godine u rock operi Tommy.
Nakon svađe uoči nastupa u Dallasu 1976. Tina napušta Ikea, koji ju je ostavio s, ni manje ni više nego 36 centi i kreditnom karticom za benzinsku crpku. Sljedećih nekoliko mjeseci Tina se skriva od Ikea odsjedajući kod prijatelja. Nakon 16 godina braka, 1978. se razvodi od Ikea, ostavljajući umjetničko ime. Iste godine izdaje prvi album nakon razvoda pod nazivom Rough koji nije imao značajan komercijalni uspjeh, kao i album Love Explosion koji je izašao na tržište sljedeće (1979.) godine.

## Ponovni povratak
Ponovni povratak na scenu počinje 1983. godine obradom pjesme "Let's Stay Together"  Ala Greena koja postaje hit diljem Europe. U svibnju 1984. izdaje novi album, Private Dancer. Singl "What's Love Got To Do With It" je označio najznačajniji povratak na scenu u svijetu rock glazbe. Dospio je na prvo mjesto američke top ljestvice, ostavši do današnjeg dana Tinin jedini broj jedan u SAD-u. Tina je u ono vrijeme kao 44-godišnjakinja najstarija pjevačica koja je dospjela na prvo mjesto top ljestvica. S istoga albuma 1985. objavljuje singl "Private Dancer" koji je prodan u više od 11.000.000 primjeraka. Nakon uspjeha singla "Private Dancer" prihvaća ulogu Aunty Entity, vladarice Bartertowna u filmu Pobjesnjeli Max 3 u kojem se pojavljuje njen singl "We Don't Need Another Hero". Iste godine zajedno s Mickom Jaggerom nastupa na humanitarnom koncertu Live Aid.
Sljedeći album, Break Every Rule izdaje 1986., kao i autobiografiju I, Tina. Iste godine dobila je svoju zvijezdu u ulici slavnih u Hollywoodu. Nepune dvije godine poslije, 16. siječnja 1988. godine ušla je u Guinnessovu knjigu rekorda za nastup pred najvećim brojem publike za samostalnog izvođača pred oko 184.000 ljudi.
Ike i Tina Turner dobili su svoje mjesto u Rock and Roll Hall of Fame 1991. godine. U njihovo ime nagradu je primio Phil Spector. Iste godine izdaje kompilacijski album Simply the Best koji je sadržavao većinu hitova Tininog povratka na scenu. Naslovnu pjesmu filma o Jamesu Bondu Zlatno oko snima 1995. Autori pjesme su Bono i The Edge iz sastava U2. Ta pjesma se nalazila na njenom sljedećem studijskom albumu Wildest Dreams kojega izdaje 1996. godine.
Zajedno s talijanskim pjevačem Erosom Ramazzottijem 1997. godine izdaje duet "Cose Della Vita - Can't Stop Thinking of You" za koji je i napisala tekst na engleskom jeziku. Pjesma je bila veliki europski hit. Zajedno s Eltonom Johnom i Cher 1999. izvodila je svoje hitove iz 80-tih u TV emisiji postaje VH1.
Deveti studijski album Wildest Dreams izdaje 1999., a sljedeće godine započinje turneju Twenty Four Seven Tour, jednu od najuspješnijih u karijeri. Zajedno s Philom Collinsom 2003. snima pjesmu "Great Spirits" za crtani film Legenda o medvjedu.
U dobi od 68 godina, 10. veljače 2008. nastupila je s Beyoncé Knowles na 50. godišnjici dodjele Grammy nagrada, što je njen prvi veći nastup nakon turneje Twenty Four Seven Tour. Prigodom 50. obljetnice rada 30. rujna 2008. godine započela je turneju po nazivom Tina!: 50th Anniversary Tour. Nakon uspjeha u SAD-u 14. siječnja 2009. počela je s nastupima u Europi. Turneju je popratio album Tina!: 50th Anniversary Tour.

## Diskografija

### Studijski albumi
- 1974.: Tina Turns the Country On!
- 1975.: Acid Queen
- 1978.: Rough
- 1979.: Love Explosion
- 1984.: Private Dancer
- 1986.: Break Every Rule
- 1989.: Foreign Affair
- 1996.: Wildest Dreams
- 1999.: Twenty Four Seven

### Kompilacijski albumi
- 1991.: Simply the Best
- 1994.: The Collected Recordings – Sixties to Nineties
- 2004.: All the Best
- 2008.: Tina!

### Albumi uživo
- 1988.: Tina Live in Europe
- 2000.: VH1 Divas 1999
- 2009.: Tina Live

### Filmska glazba
- 1985.: Pobješnjeli Max 3: Thunderdome - We Don't Need Another Hero
- 1993.: What's Love Got to Do with It

### Turneje
- 1978.: Wild Lady of Rock Tour
- 1982.: Nice 'n' Rough Tour
- 1985.: Private Dancer Tour
- 1986.: Break Every Rule Tour
- 1990.: Foreign Affair Tour
- 1993.: What's Love? Tour
- 1996.: Wildest Dreams Tour
- 2000.: Twenty Four Seven Tour
- 2008.: Tina!: 50th Anniversary Tour

### Filmografija
- 1966.: The Big T.N.T. Show (Dokumentarac)
- 1970.: It's Your Thing (Dokumentarac)
- 1970.: Gimme Shelter (Dokumentarac)
- 1971.: Taking Off
- 1971.: Soul to Soul (Dokumentarac)
- 1972.: Cocksucker Blues (Dokumentarac, neobjavljen)
- 1975.: Tommy
- 1978.: Sgt. Pepper's Lonely Hearts Club Band
- 1985.: Pobješnjeli Max 3: Thunderdome
- 1993.: What's Love Got to Do with It (i glas u pjesmama za Angelu Bassett)
- 1993.: Last Action Hero

### Suradnja s ostalim izvođačima
- 1982.: Ball of Confusion - B.E.F.
- 1984.: Tonight - David Bowie
- 1985.: State of Shock/It's Only Rock 'n Roll (But I Like It) - Mick Jagger
- 1986.: It’s Only Love - Brian Adams
- 1986.: Tearing Us Apart - Eric Clapton
- 1991.: It takes two - Rod Stewart
- 1998.: Cose Della Vita - Eros Ramazzotti
- 2006.: Teach Me Again - Elisa

### Ostale značajnije pjesme
- 1976. - "Come Together" (za glazbeni dokumentarac All This and World War II)
- 1982. - "Johnny and Mary" (za film Summer Lovers)
- 1985. - "Let's Pretend We're Married" (uživo) (B-strana "Show Some Respect")
- 1985. - "Total Control" (za humanitarni album We Are the World)
- 1986. - "Don't Turn Around" (B-strana "Typical Male")
- 1986. - "Havin' a Party" (B-strana "Two People")
- 1986. - "Take Me to the River" (B-strana "Girls")
- 1989. - "Bold and Reckless" (B-strana "The Best")
- 1989. - "Stronger Than the Wind" (B-stranaI Don't Wanna Lose You)
- 1990. - "Break Through the Barrier" (za film Dani groma)
- 1991. - "The Bitch Is Back" (za John/Taupin tribute album Two Rooms)
- 1991. - "A Change Is Gonna Come" (Remix) (na B.E.F.ovom albumu Music of Quality And Distinction Volume Two)
- 1993. - "Shake a Tail Feather" (s ne-američkog izdanja filma What's Love Got to Do with It)
- 1993. - "Tina's Wish" (s ne-američkog izdanja filma What's Love Got to Do with It)
- 1996. - "Do Something" (B-strana "Missing You" (SAD) i "On Silent Wings" (UK))
- 1996. - "The Difference Between Us" (za album Wildest Dreams (U.S. izdanje)
- 1997. - "Row, Row, Row Your Boat" (za humanitarni album Carnival!)
- 1998. - "Love Is A Beautiful Thing" (za humanitarni album Diana, Princess of Wales - Tribute)
- 1998. - "He Lives in You" (za film Kralj lavova II: Simba's Pride)
- 1999. - "Easy As Life" (za album Elton John and Tim Rice's Aida)
- 2000. - "Baby I'm a Star" (s kompilacijskog albuma All That Glitters, dostupnog isključivo u  "US Target" prodavaonicama)
- 2003. - "Great Spirits" (za film Brother Bear)
- 2007. - "Edith and the Kingpin" (za album Herbie Hancock -  River: The Joni Letters)
- 2007. - "The Game of Love" (za Santananin album Ultimate Santana)

## Vanjske poveznice
- Stranica Tina Turner
- Turner's Entry  Arhivirana inačica izvorne stranice od 30. studenoga 2009. (Wayback Machine)
- Tina Turner Star Pulse  Arhivirana inačica izvorne stranice od 25. siječnja 2009. (Wayback Machine)